# Стів Керр
Стівен Дуглас Керр (англ. Stephen Douglas Kerr; нар. 27 вересня 1965, Бейрут, Ліван) — американський професіональний баскетболіст, що грав на позиціях атакувального захисника і розігруючого захисника за низку команд НБА. Гравець національної збірної США. Згодом — баскетбольний тренер. З 2014 року працює головним тренером команди «Голден-Стейт Ворріорс». П'ятиразовий чемпіон НБА як гравець та чотириразовий — як тренер. Як тренер п'ять разів поспіль виходив до фіналу НБА з 2015 по 2019 рік. Олімпійський чемпіон Токіо як асистент головного тренера збірної США.

## Ігрова кар'єра
Народившись у Бейруті у родині американського науковця, починав грати у баскетбол у команді старшої школи Палісейдс Чартер (Лос-Анджелес, Каліфорнія). На університетському рівні грав за команду Арізона (1983—1988). Будучи на першому курсі, втратив батька, якого застрелив у Лівані ісламіст.
1988 року був обраний у другому раунді драфту НБА під загальним 50-м номером командою «Фінікс Санз». Захищав кольори команди з Фінікса протягом одного сезону.
З 1989 по 1992 рік грав у складі «Клівленд Кавальєрс».
1992 року перейшов до «Орландо Меджик», у складі якої провів наступний сезон своєї кар'єри.
Наступною командою в кар'єрі гравця була «Чикаго Буллз», за яку він відіграв 6 сезонів. За цей час став триразовим чемпіоном НБА. 1997 року також виграв конкурс триочкових кидків на зірковому вікенді.
З 1999 по 2001 рік грав у складі «Сан-Антоніо Сперс», куди був обміняний на Чака Персона. У складі команди з Сан-Антоніо знову став чемпіоном НБА 1999 року.
2001 року перейшов до «Портленд Трейл-Блейзерс», у складі якої провів наступний сезон своєї кар'єри.
Останньою ж командою в кар'єрі гравця стала «Сан-Антоніо Сперс», до складу якої він повернувся 2002 року і за яку відіграв один сезон. 2003 року вп'яте у кар'єрі став чемпіоном НБА.

## Статистика виступів
| *             | Лідер ліги                                             |
| †             | Позначає сезон, в якому Стів Керр ставав чемпіоном НБА |
| double-dagger | Рекорд НБА                                             |

### Регулярний сезон
| Сезон             | Команда                   | GP  | GS | MPG  | FG%  | 3P%   | FT%   | RPG | APG | SPG | BPG | PPG |
| ----------------- | ------------------------- | --- | -- | ---- | ---- | ----- | ----- | --- | --- | --- | --- | --- |
| 1988–89           | «Фінікс Санз»             | 26  | 0  | 6.0  | .435 | .471  | .667  | .7  | .9  | .3  | .0  | 2.1 |
| 1989–90           | «Клівленд Кавальєрс»      | 78  | 5  | 21.3 | .444 | .507* | .863  | 1.3 | 3.2 | .6  | .1  | 6.7 |
| 1990–91           | «Клівленд Кавальєрс»      | 57  | 4  | 15.9 | .444 | .452  | .849  | .6  | 2.3 | .5  | .1  | 4.8 |
| 1991–92           | «Клівленд Кавальєрс»      | 48  | 20 | 17.6 | .511 | .432  | .833  | 1.6 | 2.3 | .6  | .2  | 6.6 |
| 1992–93           | «Клівленд Кавальєрс»      | 5   | 0  | 8.2  | .500 | .000  | 1.000 | 1.4 | 2.2 | .4  | .0  | 2.4 |
| 1992–93           | «Орландо Меджик»          | 47  | 0  | 9.4  | .429 | .250  | .909  | .8  | 1.3 | .2  | .0  | 2.6 |
| 1993–94           | «Чикаго Буллз»            | 82  | 0  | 24.8 | .497 | .419  | .856  | 1.6 | 2.6 | .9  | .0  | 8.6 |
| 1994–95           | «Чикаго Буллз»            | 82  | 0  | 22.4 | .527 | .524* | .778  | 1.5 | 1.8 | .5  | .0  | 8.2 |
| 1995–96†          | «Чикаго Буллз»            | 82  | 0  | 23.4 | .506 | .515  | .929  | 1.3 | 2.3 | .8  | .0  | 8.4 |
| 1996–97†          | «Чикаго Буллз»            | 82  | 0  | 22.7 | .533 | .464  | .806  | 1.6 | 2.1 | .8  | .0  | 8.1 |
| 1997–98†          | «Чикаго Буллз»            | 50  | 0  | 22.4 | .454 | .438  | .918  | 1.5 | 1.9 | .5  | .1  | 7.5 |
| 1998–99†          | «Сан-Антоніо Сперс»       | 44  | 0  | 16.7 | .391 | .313  | .886  | 1.0 | 1.1 | .5  | .1  | 4.4 |
| 1999–00           | «Сан-Антоніо Сперс»       | 32  | 0  | 8.4  | .432 | .516  | .818  | .6  | .4  | .1  | .0  | 2.8 |
| 2000–01           | «Сан-Антоніо Сперс»       | 55  | 1  | 11.8 | .421 | .429  | .933  | .6  | 1.0 | .3  | .0  | 3.3 |
| 2001–02           | «Портленд Трейл-Блейзерс» | 65  | 0  | 11.9 | .470 | .394  | .975  | .9  | 1.0 | .2  | .0  | 4.1 |
| 2002–03†          | «Сан-Антоніо Сперс»       | 75  | 0  | 12.7 | .430 | .395  | .882  | .8  | .9  | .4  | .0  | 4.0 |
| Усього за кар'єру | Усього за кар'єру         | 910 | 30 | 17.8 | .479 | .454  | .864  | 1.2 | 1.8 | .5  | .1  | 6.0 |

### Плей-оф
| Сезон             | Команда                   | GP  | GS | MPG  | FG%  | 3P%  | FT%   | RPG | APG | SPG | BPG | PPG |
| ----------------- | ------------------------- | --- | -- | ---- | ---- | ---- | ----- | --- | --- | --- | --- | --- |
| 1990              | «Клівленд Кавальєрс»      | 5   | 0  | 14.6 | .286 | .000 | .000  | 1.2 | 2.0 | .8  | .0  | 1.6 |
| 1992              | «Клівленд Кавальєрс»      | 12  | 3  | 12.4 | .439 | .273 | 1.000 | .5  | .8  | .4  | .0  | 3.7 |
| 1994              | «Чикаго Буллз»            | 10  | 0  | 18.6 | .361 | .375 | 1.000 | 1.4 | 1.0 | .7  | .0  | 3.5 |
| 1995              | «Чикаго Буллз»            | 10  | 0  | 19.3 | .475 | .421 | 1.000 | .6  | 1.5 | .1  | .0  | 5.1 |
| 1996†             | «Чикаго Буллз»            | 18  | 0  | 19.8 | .448 | .321 | .871  | 1.0 | 1.7 | .8  | .0  | 6.1 |
| 1997†             | «Чикаго Буллз»            | 19  | 0  | 17.9 | .429 | .381 | .929  | .9  | 1.1 | .9  | .1  | 5.1 |
| 1998†             | «Чикаго Буллз»            | 21  | 0  | 19.8 | .434 | .463 | .818  | .8  | 1.7 | .3  | .0  | 4.9 |
| 1999†             | «Сан-Антоніо Сперс»       | 11  | 0  | 8.8  | .267 | .231 | .833  | .8  | .7  | .2  | .0  | 2.2 |
| 2001              | «Сан-Антоніо Сперс»       | 9   | 0  | 11.2 | .480 | .333 | .500  | 1.0 | .7  | .4  | .1  | 3.3 |
| 2002              | «Портленд Трейл-Блейзерс» | 3   | 0  | 13.0 | .429 | .250 | 1.000 | 1.3 | 1.7 | .3  | .0  | 6.3 |
| 2003†             | «Сан-Антоніо Сперс»       | 10  | 0  | 4.6  | .636 | .833 | .750  | .3  | .6  | .1  | .0  | 2.2 |
| Усього за кар'єру | Усього за кар'єру         | 128 | 3  | 15.6 | .426 | .370 | .876  | .9  | 1.2 | .5  | .0  | 4.3 |

## Після завершення кар'єри
2003 року став баскетбольним коментатором на телеканалі TNT, де працював разом з уславленим Марвом Албертом.
2007 року був призначений генеральним менеджером «Фінікс Санс». За час своєї діяльності залучив до складу команди таких зірок як Шакіл О'Ніл, Бен Воллес, а також активно брав участь у перебудові команди. 15 червня 2010 року подав у відставку.
2010 року повернувся на телебачення як аналітик TNT. З 2011 року також коментував матчі NCAA.

## Тренерська робота

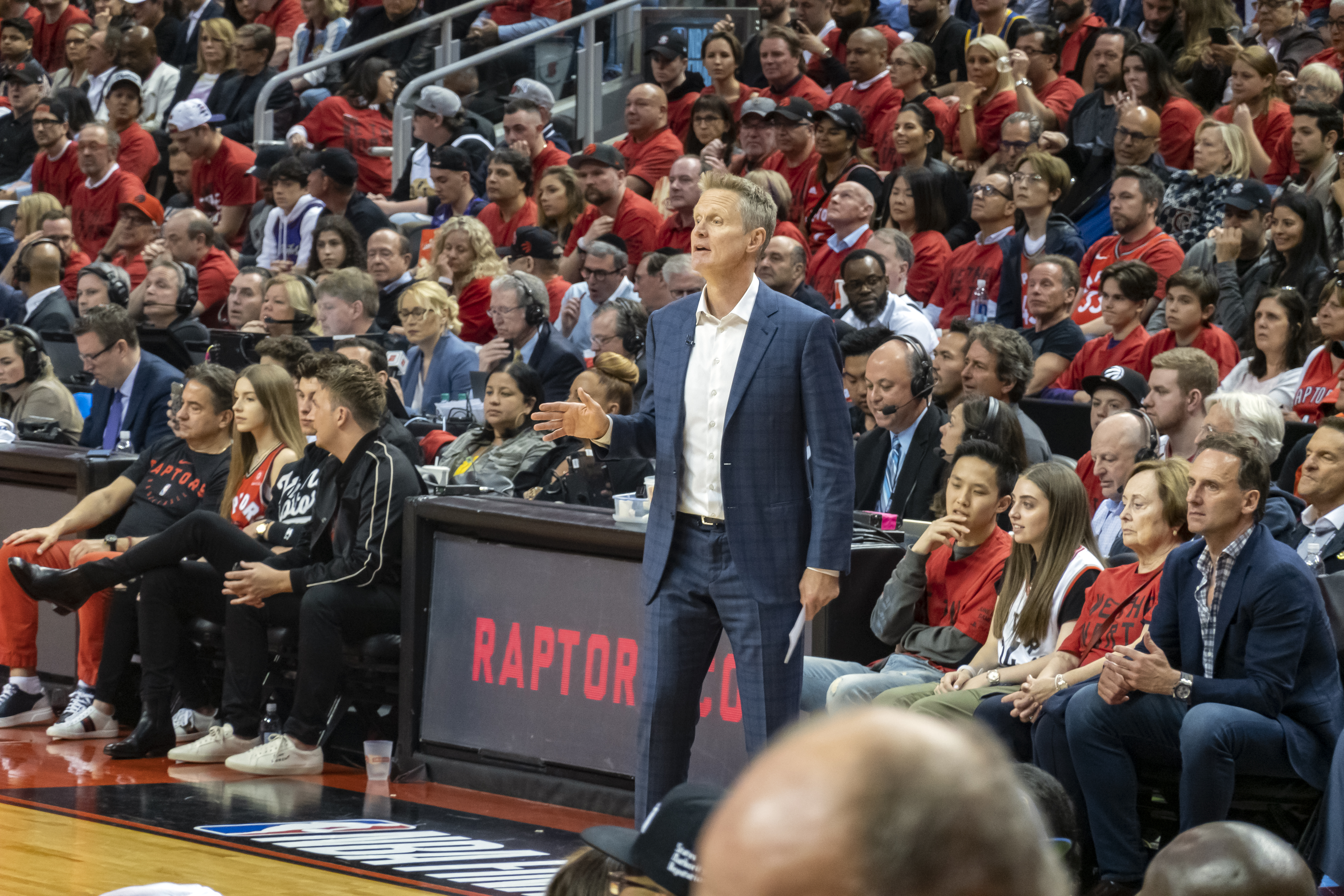
Керр під час другого матчу фінальної серії НБА 2019

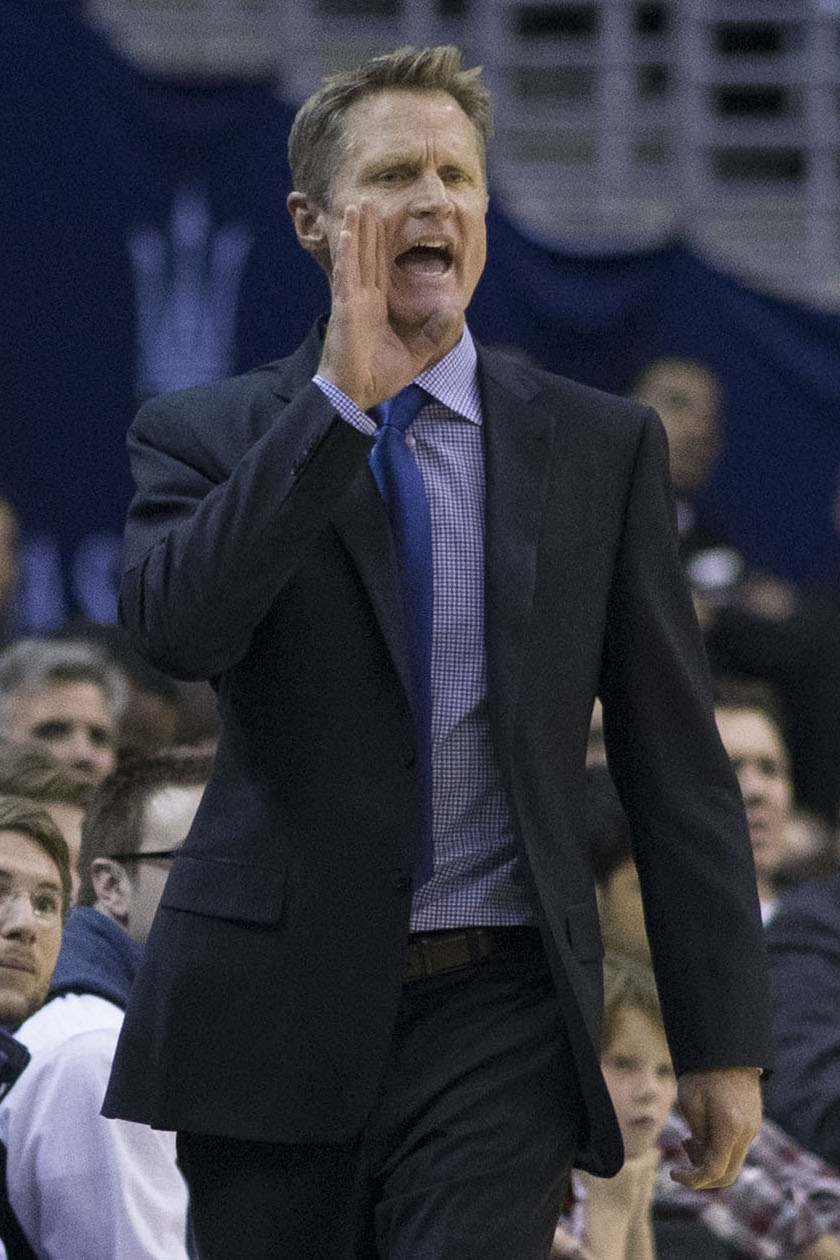
Керр у лютому 2015 року

2014 року став головним тренером команди «Голден-Стейт Ворріорс», замінивши на цій посаді Марка Джексона. З першого ж сезону у тактиці команди застосував такі елементи як трикутна атака «Чикаго Буллз» Філа Джексона, простір та прискорення «Сан-Антоніо Сперс» Грегга Поповича та швидкий темп «Фінікс Санз» Елвіна Джентрі. Це допомогло команді виграти 67 матчів у сезоні, ставши 10-ю командою в історії НБА з більше ніж 60 перемогами у сезоні. У плей-оф почергово були обіграні «Нью-Орлінс Пеліканс», «Мемфіс Гріззліс» та «Х'юстон Рокетс». У фіналі НБА «Голден-Стейт» зустрівся з «Клівленд Кавальєрс», яких очолював також тренер-новачок Девід Блатт. Таким чином вперше в історії у фіналі НБА зустрілися два тренери-новачки, де перемогу святкував Керр, здобувши свій шостий титул загалом і перший як тренер. Він також став першим тренером-новачком з часів Пета Райлі 1982 року, який виграв титул чемпіона НБА.
Через два дні після завоювання трофею пішов на лікарняний на невизначений термін через проблеми зі спиною. На час відсутності Керра, що складало половину сезону, команду очолював виконувач обов'язків головного тренера Люк Волтон. На січень 2016 року, коли Керр повернувся з лікування «Ворріорз» мали 39 перемог у 43 матчах. Стів довів цю цифру до 73 перемог за сезон, що дозволило побити рекорд «Чикаго» сезону 1995—1996, у яких тоді було 72 перемоги. Того сезону був названий тренером року НБА. Вивів команду до фіналу НБА, де «Голден-Стейт» знову зустрівся з «Клівлендом», проте цього разу програв у серії з семи матчів.
Наступного року втретє поспіль вивів команду до фіналу НБА, де «Голден-Стейт» вчергове зустрівся з «Клівлендом», святкувавши цього разу перемогу. Команда у плей-оф здобула 16 перемог при одній поразці, встановивши рекорд НБА.
2018 року знову вивів команду до фіналу НБА, де «Голден-Стейт» розгромив «Клівленд» у чотирьох матчах.
Наступного сезону «Голден-Стейт» вп'яте поспіль дійшов до фіналу НБА. Ослаблена травмами Кевіна Дюранта, Клея Томпсона та Демаркуса Казінса, кожен з яких пропустив частину фінальної серії, команда програла «Торонто», лідером якої був Кавай Леонард. За підсуками сезону, Керр опинився на третій сходинці в історії «Голден-Стейт» у списку тренерів з найбільшою кількістю перемог, поступаючись лише Дону Нельсону та Едді Готтлібу.
Наступні два сезони, через постійні травми лідерів команди, «Ворріорз» не потрапляли до плей-оф. У сезоні 2021—2022 команда вже дійшла до фіналу НБА, де переграла «Бостон», завоювавши для Керра четвертий тренерський титул та дев'ятий загалом.

### Тренерська статистика
| double-dagger | Рекорд НБА |

| Команда                 | Сезон             | G   | W   | L   | W–L% | Місце                 | PG  | PW | PL | PW–L% | Результат            |
| ----------------------- | ----------------- | --- | --- | --- | ---- | --------------------- | --- | -- | -- | ----- | -------------------- |
| «Голден-Стейт Ворріорс» | 2014–15           | 82  | 67  | 15  | .817 | 1-е в Тихоокеанському | 21  | 16 | 5  | .762  | Чемпіони НБА         |
| «Голден-Стейт Ворріорс» | 2015–16           | 82  | 73  | 9   | .890 | 1-е в Тихоокеанському | 24  | 15 | 9  | .625  | Програш у Фіналі НБА |
| «Голден-Стейт Ворріорс» | 2016–17           | 82  | 67  | 15  | .817 | 1-е в Тихоокеанському | 17  | 16 | 1  | .941  | Чемпіони НБА         |
| «Голден-Стейт Ворріорс» | 2017–18           | 82  | 58  | 24  | .707 | 1-е в Тихоокеанському | 21  | 16 | 5  | .762  | Чемпіони НБА         |
| «Голден-Стейт Ворріорс» | 2018–19           | 82  | 57  | 25  | .695 | 1-е в Тихоокеанському | 20  | 14 | 8  | .636  | Програш у Фіналі НБА |
| «Голден-Стейт Ворріорс» | 2019–20           | 65  | 15  | 50  | .231 | 5-е в Тихоокеанському | —   | —  | —  | —     | Не вийшли до плей-оф |
| «Голден-Стейт Ворріорс» | 2020–21           | 72  | 39  | 33  | .542 | 4-е в Тихоокеанському | —   | —  | —  | —     | Не вийшли до плей-оф |
| «Голден-Стейт Ворріорс» | 2021–22           | 82  | 53  | 29  | .646 | 2-е в Тихоокеанському | 22  | 16 | 6  | .727  | Чемпіони НБА         |
| Усього за кар'єру       | Усього за кар'єру | 629 | 429 | 200 | .682 |                       | 127 | 93 | 34 | .732  |                      |

## Особисте життя
Одружений з Маргот Керр, з якою зустрічався ще з колледжу. У подружжя трьоє дітей — Нік, Медді та Метью.
Керр — критик Дональда Трампа ще з часів його президентської кампанії. Він порівнював виступи Трампа з Шоу Джеррі Спрінгера, підкрелюючи його грубість та образи жінок та національних меншин. На наступних виборах публічно підтримав Джо Байдена.